# Especially for Youth
Especially For Youth, normalmente abreviado como EFY (sucedido por For the Strenght of Youth, FSY; en español, Para la Fortaleza de la juventud, PFJ) es una actividad de casi una semana completa que está orientada a la juventud y que se centra en la enseñanza de los principios de La Iglesia de Jesucristo de los Santos de los Últimos Días. La asistencia es abierta a todos los jóvenes cuyas edades comprenden desde los 14 hasta los 18 años. Las sesiones, que se crearon principalmente en Estados Unidos, siguen una línea común creada por la Iglesia. La semana tiene lugar en verano, con el fin de coincidir con las vacaciones. El programa está dirigido por los Jóvenes Adultos Solteros (miembros de la Iglesia mayores de edad y solteros), los discursantes son seleccionados por la Iglesia y por sus programas de Seminario e Instituto. Todas las sesiones estás organizadas y gestionadas en la sede del EFY, en Provo, Utah. El programa EFY declara que su misión es ayudar a los participantes a "fortalecer a los jóvenes en su compromiso de vivir el evangelio de Jesucristo, proporcionándoles oportunidades de aprendizaje y experiencias sanas que enriquezcan su desarrollo espiritual, social, físico e intelectual".

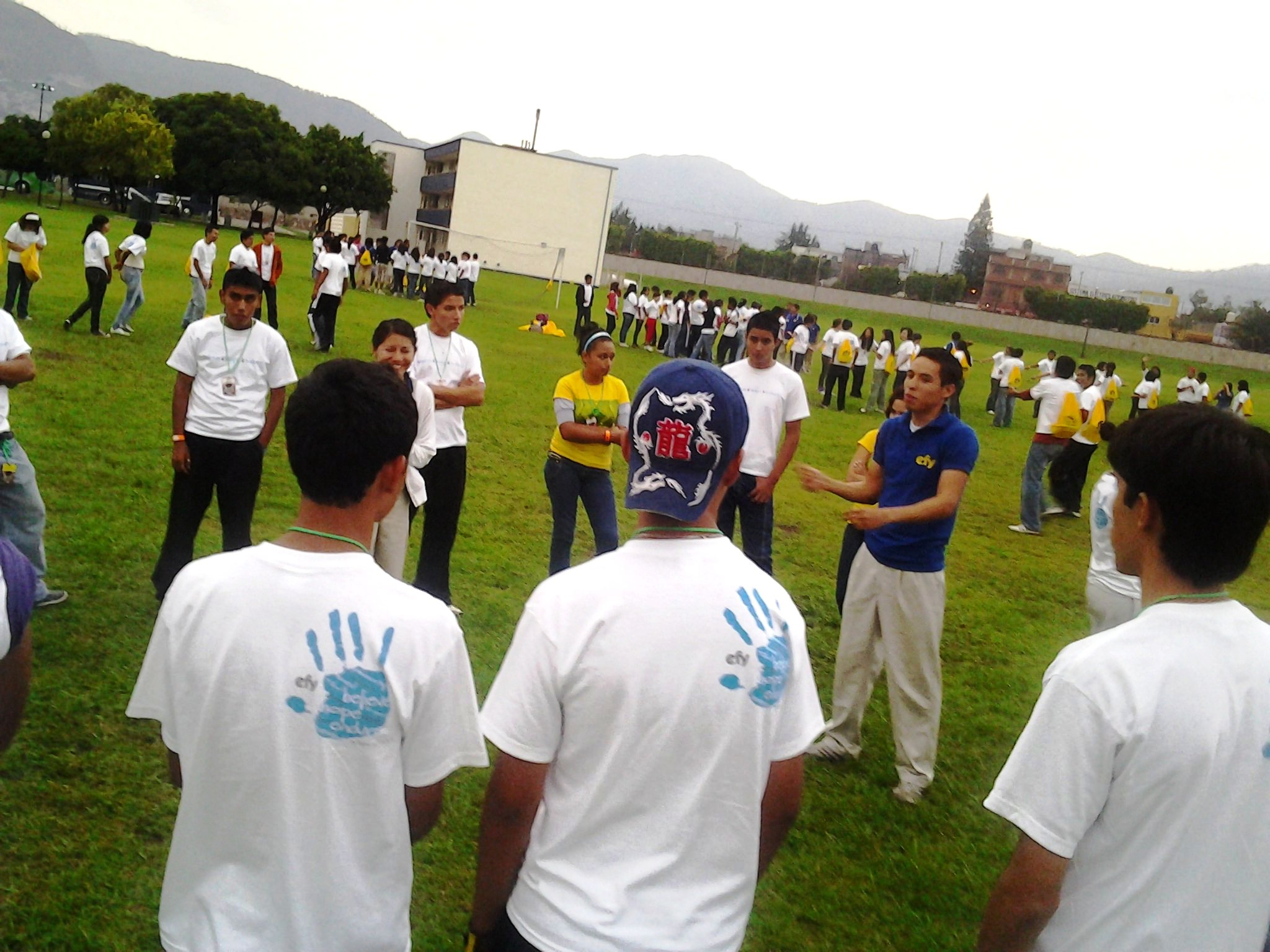
Juegos de la Noche de Hogar el lunes por la tarde. EFY México-León 2011.

## Historia
A mediados de la década de 1970, Ronald C. Hills y otros empleados de la Universidad Brigham Young (BYU) desarrollaron un programa para "crear una semana educativa para adolescentes en la que los jóvenes pudieran relacionarse con otros jóvenes de diversos lugares del país, en lugar de solo con los de su propio barrio o estaca". Ese programa se llamó Especially for Youth (EFY).
En 1976, se celebró la primera sesión en Provo, Utah. Estuvo a punto de cancelarse debido a la baja inscripción. El mismo día en que vencía el plazo de inscripción, llegó un sobre con 25 inscripciones, lo que elevó el total a 172 participantes, número suficiente para celebrar el primer EFY de la historia.
Al año siguiente se celebraron dos sesiones del EFY en Provo, a las que asistieron 863 participantes. Las inscripciones siguieron creciendo y en 1980 se celebraron cuatro sesiones en Provo con más de 3600 participantes. En 1986, se celebraron cinco sesiones EFY, cuatro en Provo y una en San Diego, California, con un total de más de 4900 participantes. En 1990, EFY tenía 12 sesiones, una cada semana del verano, con más de 10 500 participantes en total.
En 1993, EFY decidió celebrar más de una sesión durante una sola semana. Ese año se celebraron 21 sesiones, a las que asistieron más de 15 500 jóvenes. En 1999, se celebraron 46 sesiones EFY en toda Norteamérica, a las que asistieron más de 30 000 jóvenes. En 2008, se celebraron 109 sesiones con más de 46 000 participantes. Cuando EFY celebró su 40 aniversario en 2016, más de 883 479 jóvenes habían asistido a 1774 sesiones.
En julio de 2019, la Iglesia anunció que la BYU dejaría de administrar las sesiones tradicionales de EFY para ayudar a la Iglesia con el programa Para la Fortaleza de la Juventud (PFJ). Los programas EFY Edición Especial y EFY Express continuarán realizándose a través de la BYU.

### Expansión global
En los últimos años, el programa EFY se ha expandido a más partes del mundo. Inicialmente mantuvo su nombre y siglas en inglés (EFY o FSY), posteriormente cambiando al español PFJ. En 2006, el programa EFY se expandió fuera de Estados Unidos y Canadá por primera vez, con sesiones en Inglaterra, Alemania, México y Suecia. La expansión continuó en 2009, con sesiones en España, Italia, Francia y Guatemala. En 2010, se celebró por primera vez en Australia, Nueva Zelanda, Portugal, Cabo Verde, Noruega, Países Bajos, Polinesia Francesa, El Salvador, Honduras, el primer EFY en realizarse en América Latina fue en Argentina. En enero de 2013 se celebró por primera vez en Perú y en enero del año 2014 se celebró en Colombia. Colombia ha sido el cuarto país de Sudamérica en celebrar el programa EFY.

### Lugares[4]
Los países en que ya se han celebrado sesiones son:
- Alemania
- Argentina
- Australia
- Canadá
- Dinamarca
- El Salvador
- España
- Estados Unidos
- Finlandia
- Francia
- Guatemala
- Honduras
- Italia
- México
- Nueva Zelanda
- Paraguay
- Perú
- Reino Unido
- Suecia
- República Dominicana
- Chile
- Corea del Sur
- Colombia

Hay también una serie de países que no han organizado sesiones EFY, pero han sido invitados a participar en sesiones de otros países. Estos países son:
- Irlanda: Invitado a participar en sesiones celebradas en Reino Unido (a partir de 2009).
- Austria  Suiza: Invitados a participar en sesiones celebradas en Alemania.
- Chile: Invitado a participar en sesiones celebradas en Argentina a partir de 2011.
- Uruguay: Invitado a participar en sesiones celebradas en Argentina a partir de 2012.

Otros países en que se ha planeado celebrar sesiones en los próximos años:
- Cabo Verde
- Noruega
- Polinesia Francesa
- Portugal
- Ecuador

## Temática por años
En 1982, el programa EFY introdujo su primer tema anual. Desde entonces, el tema, las escrituras y las selecciones musicales han marcado la pauta del plan de estudios de cada año.
Cada año, desde 1987, se publica un álbum con las selecciones musicales. Originalmente fueron publicados por Embryo Records, luego por Excel y, desde 1993, algunos han sido publicados por Deseret Book. Desde 2003, todos han sido publicados por Deseret Book, ya que fue entonces cuando ambas empresas se fusionaron.
Durante muchos años ha habido un libro de bolsillo con artículos de muchos de los ponentes, también publicado por Deseret Book. Solo los libros de los últimos años permanecen disponibles, aunque se encuentran regularmente en librerías que venden libros usados de los Santos de los Últimos Días.
Los temas desde 2006 se han coordinado con el tema bíblico anual de la Mutual que se anuncia en el otoño del año anterior; por ejemplo, el tema bíblico de "Poder en la Pureza" se anunció en agosto de 2006 como el tema de la Mutual para 2007.
|       |                          | 1991: | Walk With Me          | 2001: | Remember the Promise    | 2011: | Believe. Hope. Endure                 | 2021: | Una Gran Obra               |  |  |
| 1982: | The Time Has Come        | 1992: | Of One Heart          | 2002: | We Believe              | 2012: | Levantaos y Brillad                   | 2022: | Confía en Jehová            |  |  |
| 1983: | Ascending Together       | 1993: | Sharing the Light     | 2003: | Look and Live           | 2013: | Permaneced en Lugares Santos          | 2023: | Todo lo puedo en Cristo     |  |  |
| 1984: | Discovering New Horizons | 1994: | Serving With Strength | 2004: | Stand in the Light      | 2014: | Venid a Cristo                        | 2024: | Soy discípulo de Jesucristo |  |  |
| 1985: | Let Your Light Shine     | 1995: | Return With Honor     | 2005: | A More Excellent Way    | 2015: | Embarcaos                             | 2025: | Mira hacia Cristo           |  |  |
| 1986: | Lovin' Life              | 1996: | Living the Legacy     | 2006: | The Greatest Gift       | 2016: | Sigue Adelante                        |       |                             |  |  |
| 1987: | Sailin' Home             | 1997: | Treasure the Truth    | 2007: | Power In Purity'        | 2017: | Pide                                  |       |                             |  |  |
| 1988: | Win the Race             | 1998: | Joy in the Journey    | 2008: | Steady and Sure         | 2018: | Paz en Cristo                         |       |                             |  |  |
| 1989: | Forever, My Friend       | 1999: | A Season for Courage  | 2009: | Be Thou An Example      | 2019: | Si Me Amais, Guardad Mis Mandamientos |       |                             |  |  |
| 1990: | Learning For Myself      | 2000: | Forward With Faith    | 2010: | Courage to Stand Strong | 2020: | Iré y haré                            |       |                             |  |  |

## Cronograma
Cada día de la semana, en el horario se incluyen devocionales, estudio del Evangelio, charlas matutinas, tiempo de diario y estudio personal de las Escrituras. Pueden variar cada año y hay versiones más cortas de este programa.
| Horario        | Lunes                                                                                  | Martes                                                                                | Miércoles | Jueves                                                                      | Viernes                                                                                        | Sábado |
| -------------- | -------------------------------------------------------------------------------------- | ------------------------------------------------------------------------------------- | --- | --------------------------------------------------------------------------- | ---------------------------------------------------------------------------------------------- | ------ |
| Mañana         | Preparaciones de consejeros, coordinadores y logística                                 | Clases                                                                                | Clases | Actividad de Hombres y Mujeres Jóvenes                                      | Actividad Para la Fortaleza de la Juventud                                                     | Salida |
| Mediodía-Tarde | Registro Conoce a tu consejero Conoce a tu compañía Orientación                        | Clases Audiciones para el show de variedades/Ensayos de programa musical/Tiempo libre | Clases Audiciones para el show de variedades/Ensayos de programa musical/Tiempo libre                                            | Show de variedades Último ensayo de Programa Musical/Tiempo libre           | Actividad de servicio Tiempo libre                                                             |        |
| Tarde-Noche    | Devocional de directores de sesión Juegos de Noche de Hogar y establecimiento de metas | Instrucciones para el baile Baile                                                     | Preparativos para porras/Barras y estandartes Juegos y presentación de porras/Barras y estandartes Noche de pizza (puede variar) | Preparación para Testimonios Charla/Programa musical Reunión de testimonios | Fotos/Intercambio de direcciones Baile de gala Presentación de diapositivas "Llévatelo a Casa" |        |